# Пастиш
Пастиш (фр. pastiche, од итал. pasticcio = мјешавина, збрка) је појам који се јавио у 16. вијеку у Италији, а у 18. вијеку је означавао музичко дјело у чијем је стварањау учествовало неколико аутора или дјело које је представљало неку врсту „потпурија” најпопуларнијих одломака неког другог дјела. Касније је пастиш добио значење књижевног дјела које подражава стил и манир неког другог дјела, често са сатиричним намјерама (пародија). У неким случајевима је то подражавање имало караткер стилске вјежбе. У модерној, а посебно у савременој и постмодерној умјетности, пастиш је постао један од умјетичких облика и једна од стратегија за израду умјетничких дјела. 